# Iridopterygidae
Iridopterygidae är en familj av bönsyrsor. Iridopterygidae ingår i ordningen Mantodea, klassen egentliga insekter, fylumet leddjur och riket djur. Enligt Catalogue of Life omfattar familjen Iridopterygidae 130 arter. 

## Bildgalleri

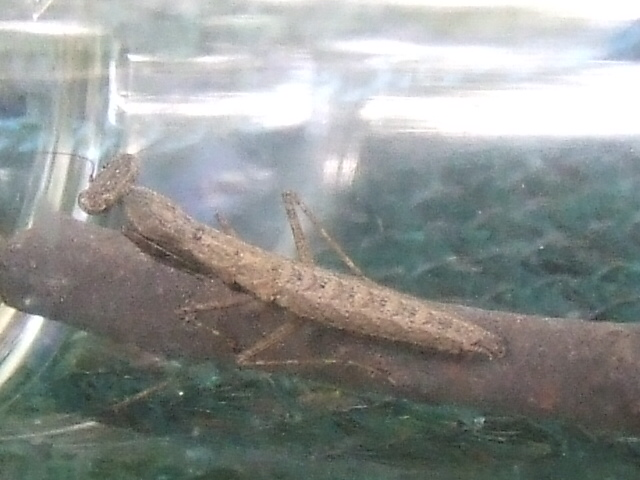

## Dottertaxa till Iridopterygidae, i alfabetisk ordning[1]
- Bolbe
- Bolbena
- Bolbula
- Calofulcinia
- Chloromantis
- Enicophlebia
- Epsomantis
- Fulcinia
- Fulciniella
- Fulciniola
- Hapalogymnes
- Hapalomantis
- Hapalopeza
- Hapalopezella
- Hedigerella
- Hyalomantis
- Ichromantis
- Ima
- Iridopteryx
- Kongobatha
- Machairima
- Melomantis
- Micromantis
- Mimomantis
- Miromantis
- Muscimantis
- Nannofulcinia
- Nanomantis
- Negromantis
- Nemotha
- Neomantis
- Nilomantis
- Oxymantis
- Papubolbe
- Papugalepsus
- Parananomantis
- Pezomantis
- Pilomantis
- Platycalymma
- Sceptuchus
- Sinomantis
- Tarachina
- Tropidomantis
- Tylomantis
- Xanthomantis